# Palazzo dei Priori (Grosseto)
Il palazzo dei Priori era un edificio pubblico situato del centro storico di Grosseto.
La sua ubicazione era nell'attuale piazza del Duomo, sul lato occidentale di fronte al sagrato della cattedrale di San Lorenzo.

## Storia
Il palazzo fu costruito in epoca medievale tra la fine del XIII e l'inizio del XIV secolo, divenendo la sede del Comune di Grosseto; è menzionato per la prima volta in un documento del 1334. L'importanza storica dell'edificio è legata anche alla campana che vi venne asportata dalla torre per essere poi collocata sulla torre del Mangia di Siena nel dicembre del 1344; questa sarà poi fusa per formare un'altra campana nel 1576. Da quell'anno in poi, ogni seduta consiliare sarà preceduta e seguita da un suono della nuova campana.
Nella seconda metà del XVIII secolo il governo granducale destinò il palazzo quale sede della magistratura dell'Ufficio dei fossi, iniziando un'opera di ristrutturazione dello stabile. L'amministrazione comunale si trasferì provvisoriamente nel vicino palazzo Nerucci, per poi tornare a riunirsi nuovamente nel palazzo dei Priori al termine dei lavori nel 1784 condotti da Giovanni Boldrini e Antonio Capretti, condividendolo con l'Ufficio dei fossi.
Il 26 marzo 1867 fu decisa la costruzione del nuovo palazzo comunale sul lato settentrionale della piazza, i cui lavori ebbero termine nel 1873. Da allora, il consiglio comunale si trasferì nella nuova sede. Dismesso dalle proprie originarie funzioni, il palazzo andò incontro ad un periodo di degrado e, nel 1938 fu decisa e attuata la sua demolizione, preferita come scelta all'opzione del restauro. L'area era destinata all'edificazione della nuova sede dell'INFPS, progetto tuttavia interrotto dalla seconda guerra mondiale. Nell'immediato dopoguerra, sul luogo ove sorgeva il palazzo dei Priori venne costruito il palazzo Alben (1948), moderno fabbricato con loggiato al pian terreno.

## Descrizione
Il palazzo medievale, che originariamente era munito di una torre, era stato pesantemente ristrutturato nel corso del XVIII secolo: la torre era stata rimpiazzata da un campanile a vela, nella cui cella era stata collocata la campana che si elevava al culmine del coronamento che caratterizzava la facciata principale, terminando in alto con un timpano semicircolare. Nella parte centrale del coronamento sommitale vi era un orologio, proprio sotto la base del campanile a vela.
L'edificio si articolava su tre lati. Una lapide murata sul palazzo in angolo tra la piazza e via Manin ricorda e testimonia l'esistenza dell'antico palazzo, del quale è possibile osservare l'aspetto in fotografie d'epoca.